# Ruprechtia costata
Ruprechtia costata Meisn. – gatunek rośliny z rodziny rdestowatych (Polygonaceae Juss.). Występuje naturalnie w Gwatemali, Hondurasie, Kostaryce, Panamie oraz Kolumbii. 

## Morfologia
PokrójZrzucające liście drzewo dorastające do 2–10 m wysokości.
LiścieUlistnienie jest naprzemianległe. Mają kształt od eliptycznego do eliptycznie owalnego. Mierzą 3–11 cm długości oraz 1,5–5 cm szerokości. Blaszka liściowa jest o nasadzie od ostrokątnej do rozwartej i spiczastym wierzchołku. Ogonek liściowy jest nagi i osiąga 2–6 mm długości.
KwiatyJednopłciowe, zebrane w grona o długości 3 cm, rozwijają się na kątach pędów. Kwiaty żeńskie mają 3 listki okwiatu o lancetowatym kształcie, półkoliście wygiętych.
OwoceNiełupki o kształcie od jajowatego do elipsoidalnego, osiągają 10 mm długości.

## Biologia i ekologia
Jest rośliną dwupienną. Rośnie w lasach zrzucających liście. Występuje na wysokości do 1000 m n.p.m. Kwitnie w listopadzie.